# Коломбангара
Коломбангара (англ. Kolombangara; іноді вимовляється Куломбангара) — острів в групі островів Нова Джорджія архіпелагу Соломонові острови. Адміністративно належить до складу Західної провінції меланезійської держави Соломонові Острови.

## Географія

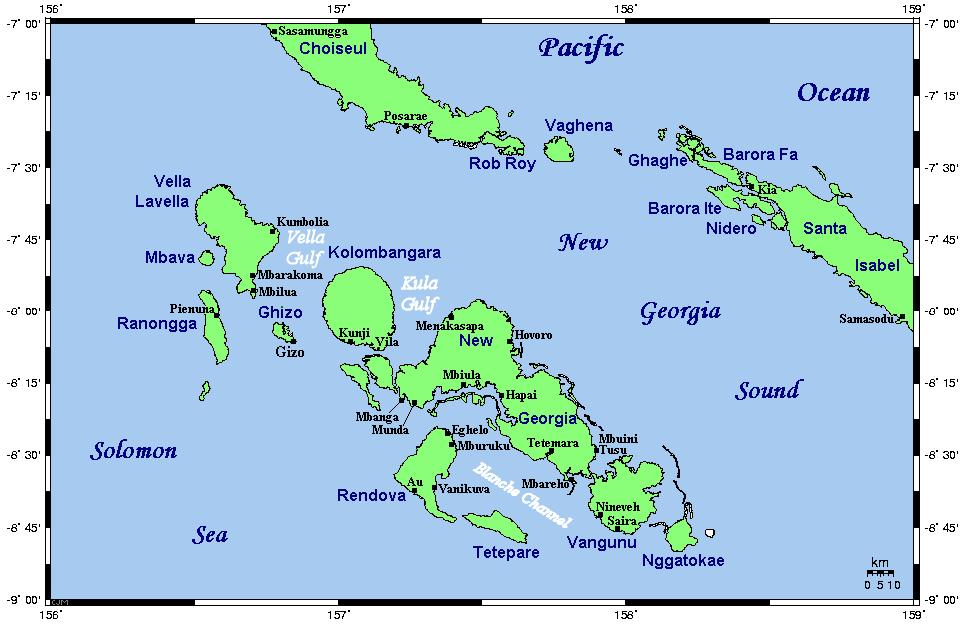
Карта островів Нова Джорджія.

Острів має майже округлу форму, довжина близько 15 км і являє собою стратовулкан Веве, висотою 1768 метрів. Площа — 687 км². Острів утворює частину південного кордону протоки Нова Джорджія; з північної сторони затока Велья відокремлює його від островів Велья-Лавелья і Гізо, з південно-східної сторони затока Кула відокремлює його від острову Нова Джорджія.
Коломбангара покрита густими лісами. Місцевих жителів 9160 осіб (1999).
Назва острову взята з місцевої мови і в дослівному перекладі означає «Бог води», оскільки на острові близько 80 річок і струмків, що стікають по схилам гори.

## Історія
Під час Другої світової війни острів та прибережні води стали місцем декількох битв; Імперська армія Японії використовувала аеродром на невеликій ділянці суходолу в південній частині острова, а в травні 1943 року перекинула декілька підрозділів під командуванням генерал-майора Мінору Сасакі на острів, які повинні були захищати цю ділянку лінії оборони на центральних Соломонових островах.

## Економіка
Основа економіки острова — лісозаготівля.